# Orawa
Orawa is een symfonisch gedicht gecomponeerd door de Pool Wojciech Kilar voor strijkensemble.
Orawa verwijst naar een regio binnen het Podhale-gebied. Orawa staat voor een door schapen kaalgevreten berg. Het symfonisch gedicht is kan het best gezien worden als een rapsodie in de minimal music-stijl. Het thema is direct duidelijk in de eerste maten, twee instrumenten openen het werk in een zeer intieme sfeer; het melodietje blijft direct in het hoofd hangen. Zoals wel vaker bouwt Kilar het langzaam uit. Het thema komt steeds in een andere gedaante terug, niet qua interpretatie maar in stijl. Het thema wordt bijvoorbeeld in het tonaal systeem gespeeld, en een volgende keer in chromatiek gestapeld. Dan weer is de samenstelling schaars en daarna weer vol ensemble. In één passage wordt de melodie nauwelijks herkenbaar gespeeld als de melodielijn zich in de contrabaspartij bevindt en de rest daarboven een monotone toon aanhoudt.
Het werk bevat een tweede thema, dat ook al vrij vroeg in de compositie verschijnt. Het is een aanloop naar een maar niet komend slotakkoord. Het tweede thema wordt steeds onderbroken door het terugkerende eerste thema, maar krijgt langzamerhand de overmacht. De stuk snelt naar een climax toe; de muziek valt ineens stil in een generale rust. Daarna volgt de melodie nog eenmaal in volle gedaante om met een zwiepend akkoord en een kreet van de orkestleden te eindigen.
Het werk wordt tijdens uitvoeringen vaak voorafgegaan door de “prelude”: Choralvorspiel.

## Samenstelling orkest
- 5 eerste violen, 4 tweede violen, 3 altviolen, 2 cello, 1 contrabas

De première werd gegeven in Zakopane, in de regio bij Orawa gelegen.

## Bron en discografie
- Uitgave Jade (onderdeel van Warner Bros); Pools Radio- en Televisieorkest Katowice o.l.v. Antoni Wit opname 1995; (bron)